# Artisanat traditionnel du jouet au Mexique

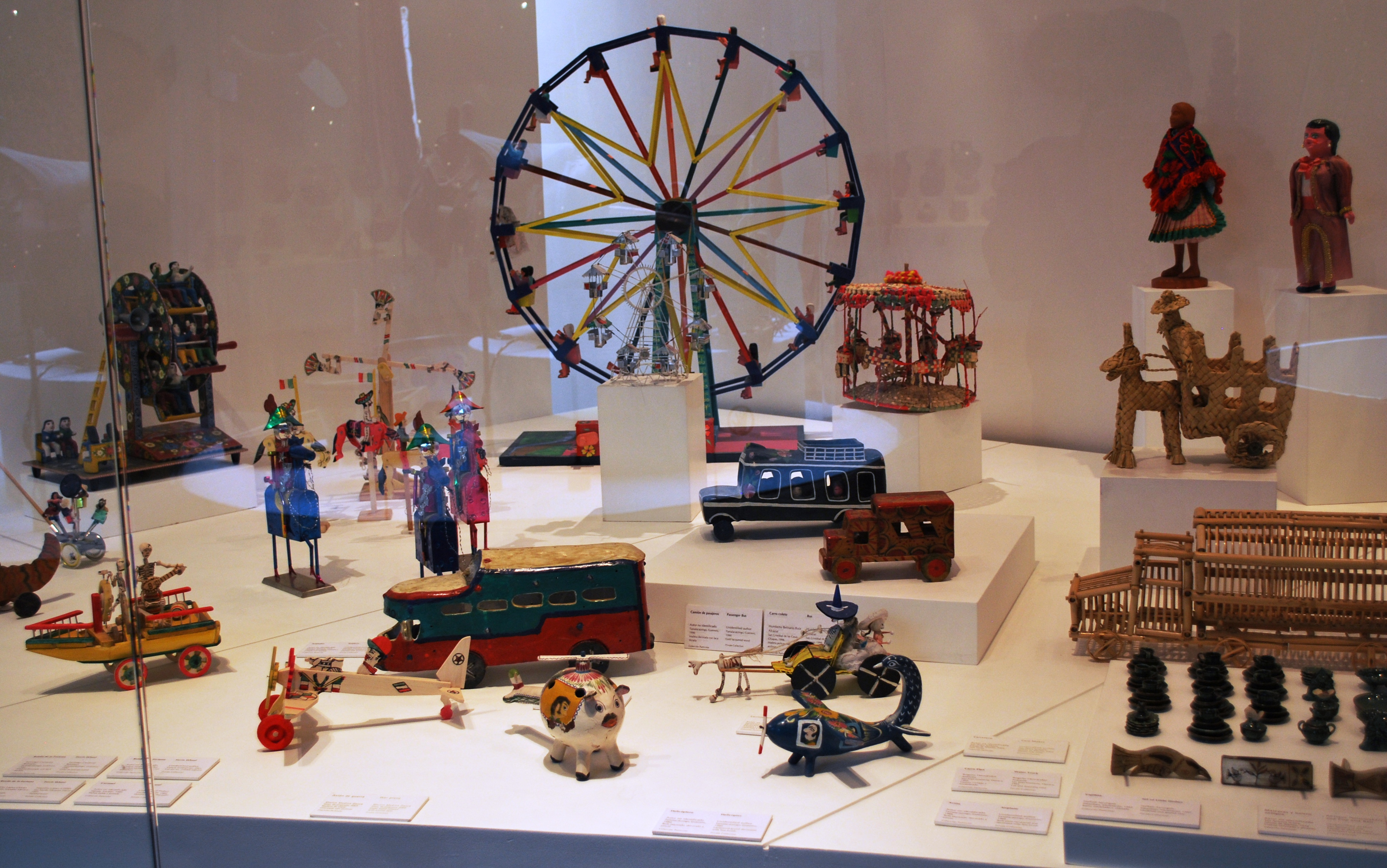
Exposition de jouets traditionnels au Museo de Arte Popular à Mexico.

Les jouets artisanaux mexicains traditionnels sont ceux fabriqués par des artisans plutôt que fabriqués dans des usines. L'histoire des jouets mexicains remonte à l'ère mésoaméricaine, mais beaucoup de jouets datent de la période coloniale. Un grand nombre d’entre eux sont présentés comme outils pédagogiques par les évangélistes et sont associés à certains festivals et fêtes. Ces jouets varient énormément : bilboquet, loterie, poupées, personnages miniatures, animaux et objets et bien plus encore - en bois, métal, toile, cosses de maïs, céramique et verre. Ces jouets restent populaires dans tout le Mexique jusqu'au milieu du XXe siècle, lorsque les jouets en plastique, fabriqués en usine, deviennent largement disponibles. En raison de la publicité que reçoivent les jouets commerciaux et de leur prix moins élevé, la plupart des jouets traditionnels se vendent comme artisanat, principalement aux touristes et aux collectionneurs.

## Histoire

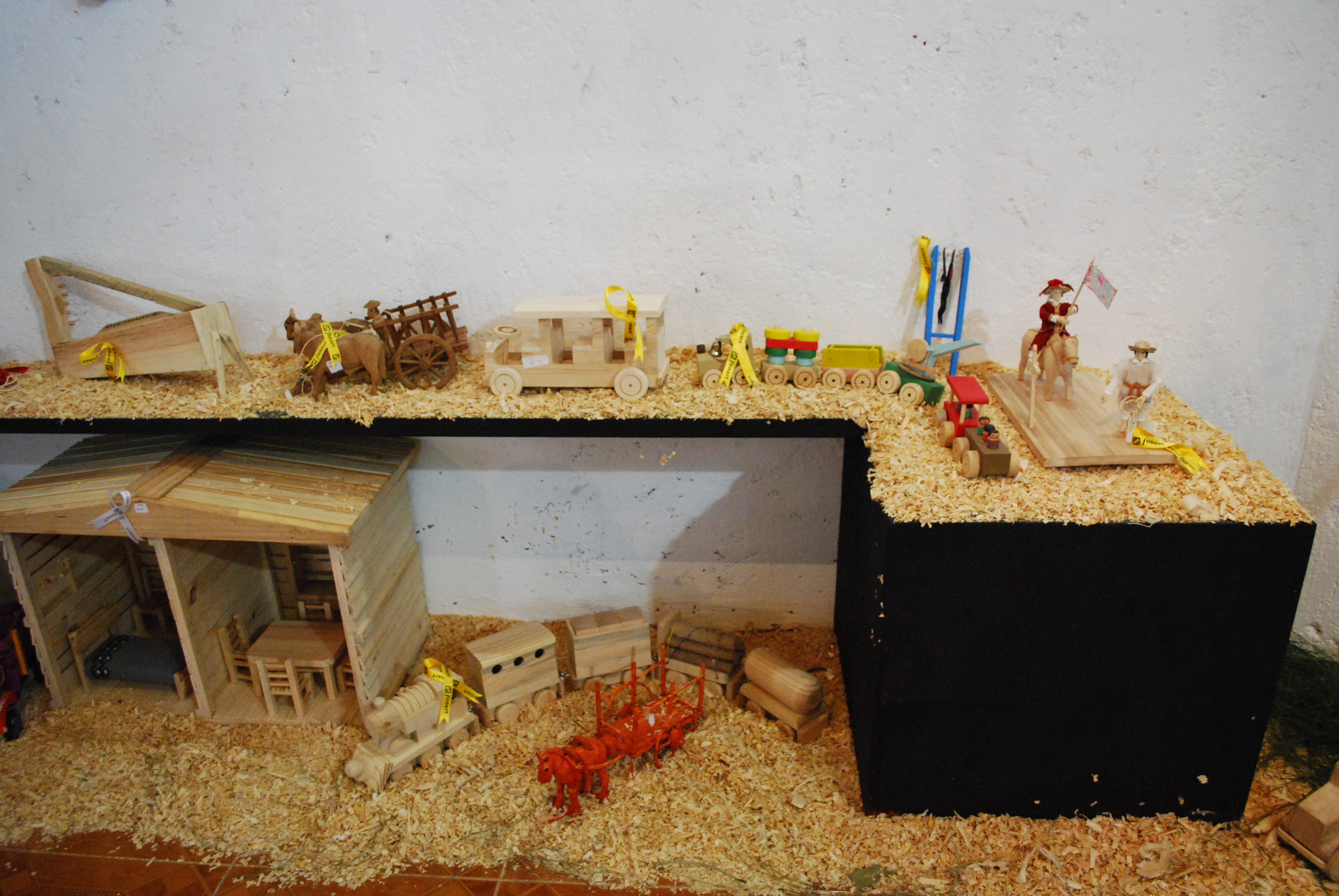
Exposition de jouets en bois au Musée des cultures populaires du Chiapas à San Cristobal de las Casas.

L'origine des jouets dans l'actuel Mexique n'est pas claire, mais les plus anciens sont considérés comme le ballon, les poupées et les animaux jouets,. Des objets appartenant à la période mésoaméricaine sont découverts, notamment des silhouettes en céramique de chiens et des jaguars à roues sur des sites olmèques, un instrument de musique appelé sonaja, des sifflets et des poupées à bras et jambes mobiles, Plusieurs jouets en céramique possibles ont été trouvés sur des sites zapotèques, notamment des poupées de petites et moyennes tailles et des animaux jouets. Ces poupées s'appellent Tonka ou Tangu-yu en zapotèque. Certaines de ces poupées portent un enfant sur leurs épaules ou un panier avec de la nourriture sur leur tête. Les figures animales comprennent les cerfs, les singes et les coyotes. Des versions modifiées de ceux-ci sont encore faites aujourd'hui. Cependant, comme ils sont trouvés sur des sites funéraires, ils peuvent avoir un but rituel au lieu d'être récréatif. Selon le Codex Mendoza, les jeux aztèques pour enfants visent à les incorporer dans la société et à imiter de nombreuses activités pour adultes. Les jouets comprennent des versions plus petites des outils, les garçons recevant des armes et des outils agricoles et les filles recevant ceux utilisés pour les tâches ménagères. Un jeu connu de la période aztèque est le cocoyocpatolli (« jeu de trou »). Un trou est créé et, à une certaine distance, les enfants entrent en compétition en y jetant de petites pierres ou des noyaux de fruits. Un autre est chichinadas, du mot signifiant frapper, et très similaire aux billes. Mapepenas (« prise à la main ») est un jeu dans lequel une pierre d'une certaine couleur est choisie, avec d'autres cachées sous un tapis. Le gagnant est le premier à recevoir une autre pierre de la même couleur. Beaucoup de jouets traditionnels du Mexique ont leurs origines dans la période coloniale, lorsque de nouveaux objets artisanaux et des jouets de style européen sont introduits par les missionnaires,,. Comme ils font souvent partie du processus d'évangélisation au début de la période coloniale, un certain nombre de jouets sont associés à des célébrations religieuses. Un exemple en est des cliquets en bois et en os fabriqués pour la Semaine Sainte et généralement donnés aux enfants. D'autres jours importants avec des jouets qui leur sont associés sont le carnaval, le corpus christi, les posadas, le jour des morts et divers jours de saints. Pour Corpus Christi, des jouets appelés tarascas sont vendus. Ce sont des dragons ailés en bois avec des roues vendues à l'extérieur des églises. Le jouet est lié à une légende médiévale de cette créature qui mange des jeunes filles et du chevalier qui l'a abattu. Parmi les autres jouets liés à cette journée, il y avait des petits burros (ânes) faits de cosses de maïs, décorés de fleurs en papier. Le 24 juin est la fête de Jean-Baptiste, célébrée jadis par les enfants avec des turbans et des épées en carton et bois. Pour la fête d'Antoine le Grand, des petites cages ornées d'oiseaux en papier crépon sont populaires et vendues en dehors des églises, mais cette tradition disparaît. L'influence orientale sur les jouets vient plus tard du commerce via le Galion de Manille.
À partir de la période coloniale jusqu'au XIXe siècle et au début du XXe siècle, on trouve des jouets artisanaux traditionnels dans tout le Mexique, généralement vendus sur les marchés de tianguis, sur d’autres marchés traditionnels et sur des stands de festivals, en particulier dans les grandes villes telles que Mexico,. Après l'indépendance du Mexique, les jouets européens deviennent très à la mode, en particulier les poupées en tissu aux têtes et aux mains en porcelaine. Celles-ci sont toutefois très coûteuses, ce qui incite les imitations locales, qui prennent un caractère vraiment mexicain. D'autres jouets populaires comprennent les maisons de poupée avec des meubles, les théières, les chevaux de bois, les marionnettes, les cordes tressées donnant une forme humaine ou animale, ainsi que les trains de jouets en bois, en tôle et en carton. Une autre catégorie importante de la période coloniale à nos jours est celle des miniatures, celles en l'argile peinte et en fil de fer étant extrêmement courantes dans toutes les régions du Mexique jusqu'au milieu du XXe siècle. Jusqu'à cette époque, ils sont utilisés par des générations d'enfants mexicains, atteignant leur plus grande popularité dans les zones rurales du pays,. Depuis les années 1970, ils sont presque entièrement remplacés par des jouets commerciaux en plastique, en raison de l'intérêt que les enfants y apportent, en particulier les jouets électroniques,.
La fabrication de jouets traditionnels au Mexique est en train de disparaître, en particulier depuis les années 1970. Beaucoup sont encore fabriqués, mais la plupart sont vendus aux touristes et aux collectionneurs,,. Les jouets sont considérés comme un aspect important de la culture traditionnelle mexicaine, ainsi qu'une source de revenus pour divers artisans. Par exemple, le marché Terán à Aguascalientes abrite la famille Zabalas, qui vend depuis plus de vingt ans des jouets fabriqués à la main, importés de lieux tels que Michoacán, Jalisco et Guanajuato. Les partisans des jouets déclarent que leur disparition est problématique pour la culture car ils sont remplacés par des jeux vidéo violents. Cependant, la plupart des enfants de fabricants de jouets et de vendeurs de jouets ont peu d'intérêt à poursuivre la tradition.
Les promoteurs d'artisanat mexicains tels que le FONART continuent à promouvoir et à soutenir la fabrication et la vente de jouets traditionnels. La plupart sont maintenant la propriété de ces organisations, ainsi que des collectionneurs individuels, tant au Mexique qu’à l’étranger,. Au Mexique, les musées consacrés à ces jouets comprennent le Museo del Juguete Popular Mexicano populaire mexicain (La Esquina) à San Miguel de Allende et le Museo del Juguete Antiguo México dans la Colonia Doctores (en) à Mexico. Le Museo de Juguete Tradicional Mexicano à Aguascalientes compte plus de mille pièces dans sa collection. D'autres musées et associations organisent des expositions temporaires consacrées aux jouets. L'une d'entre elles s'appelle Había un navío, navío cargado de... Juegos y juguetes tradicionales de la Independencia y Revolución Mexicana (Il y avait un navire, un navire chargé de... Jeux et jouets traditionnels de l'indépendance et de la révolution mexicaines), qui présente plus de 600 pièces à Guadalajara. Le Musée Franz Mayer (en) de Mexico organise aussi une exposition. Elle contient des jouets de quatorze collections différentes, dont dix sont des particuliers. Une importante collection privée fait partie de la collection d’artisanat mexicain de Rockefeller. Cette collection de jouets est vaste et variée, comprenant des jouets à tirer (également appelés jouets gigognes) des années 1920 et 1930, des groupes d’animaux en terre cuite des années 1970, des scènes de tauromachie miniatures, des animaux, des marionnettes et des poupées en papier mâché et en chiffon. Un ensemble de musiciens conchero articulés, fabriqués dans les années 1930 est d’une importance capitale. Ces « artistes » vifs ont des visages en argile, des torses et des extrémités en bois, en carton, en plumes, en fourrure et en papier d'aluminium. Les instruments qu’ils jouent sont des capsules de bouteilles. Bien que la provenance de ce groupe soit incertaine, des exemples similaires sont fabriqués et vendus à San Juan de los Lagos, Jalisco et Salamanque dans l'état de Guanajuato, il y a quelques décennies, ainsi qu'à Oaxaca. La collection contient une importante figure de sifflet d'Ocumicho, dans l'état de Michoacán, sous la forme d'un diable-animal, l'un des exemples les plus anciens du genre. La collection comprend un ensemble de jouets en argile fabriqués par l'artisan Aurelio Flores d'Izúcar de Matamoros, dans l'état de Puebla, connu pour ses arbres de vie. Cependant, des figures d'argile composées d'hommes, de femmes, de chevaux et plus encore ont presque complètement disparu de cette ville. Encore plus rares sont les personnages peints avec des vernis naturels et des couleurs faites de matériaux tels que le jus de figue de Barbarie et la résine d'arbre.
Les jouets sont également prisés par de nombreux héritiers mexicains aux États-Unis. Des efforts sont déployés pour promouvoir les jouets à des fins d’identité auprès de ces communautés dans des régions telles que l’Arizona.

## Types de jouets

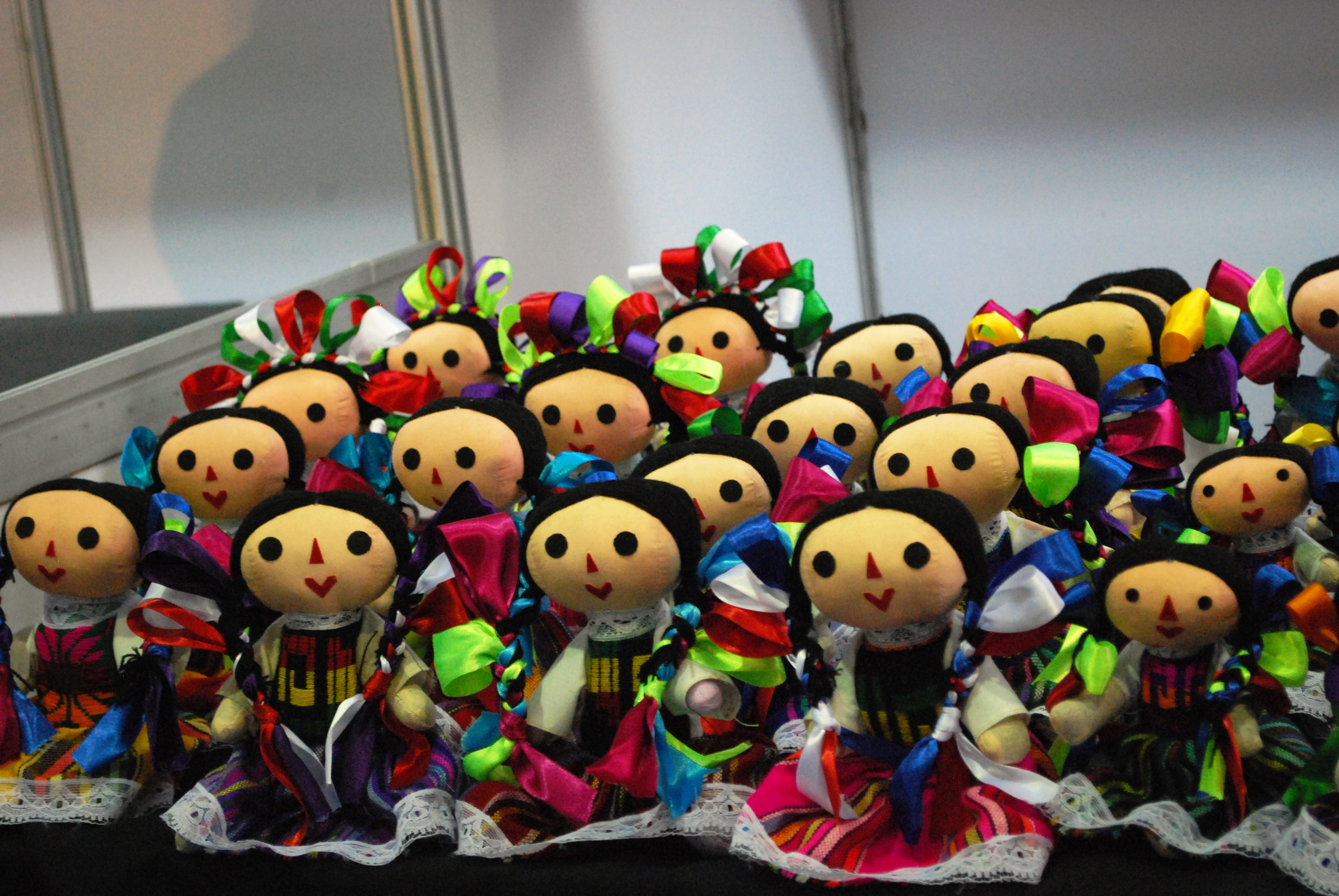
Poupées de chiffon style Oaxaca.

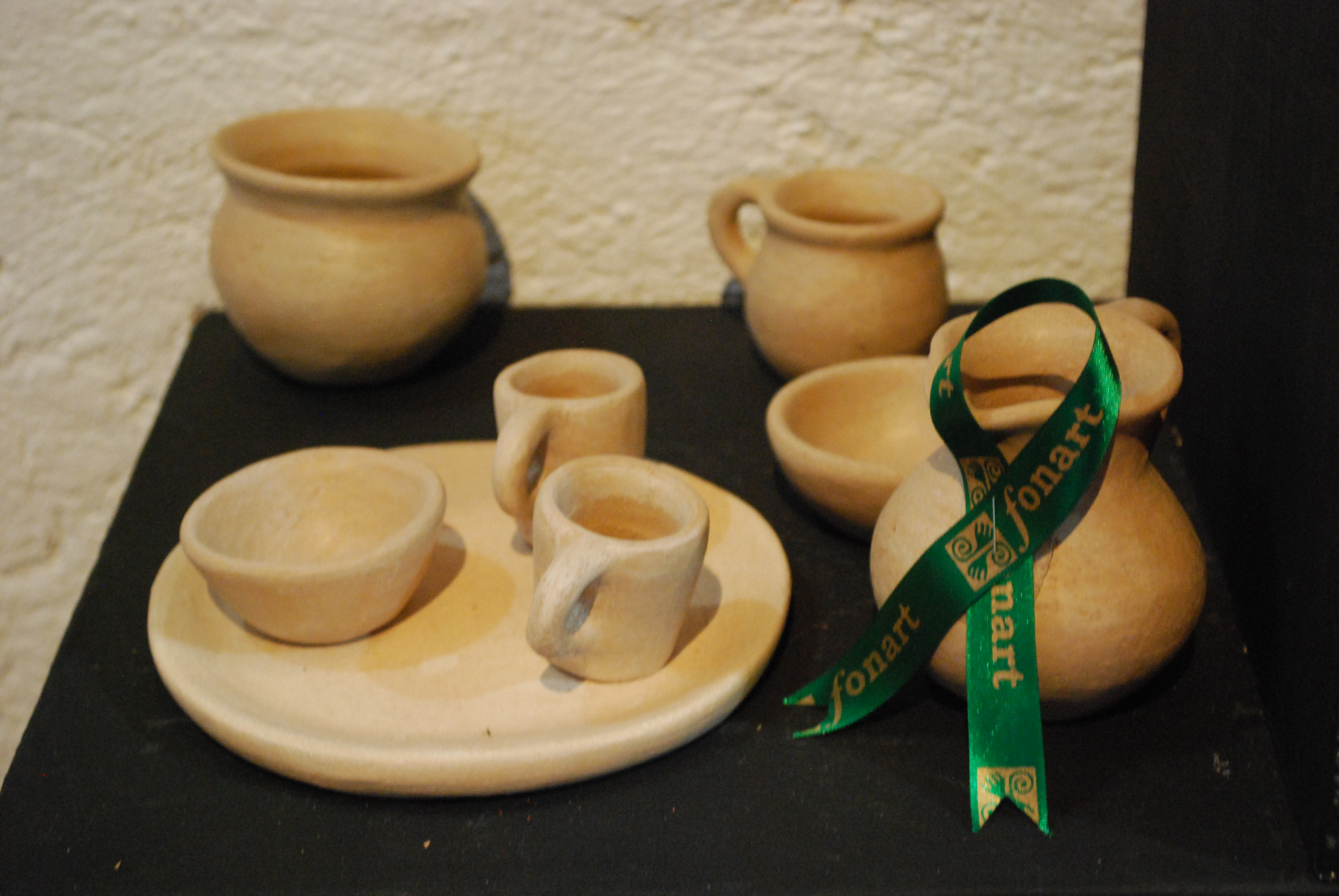
Plats d'argile miniatures.

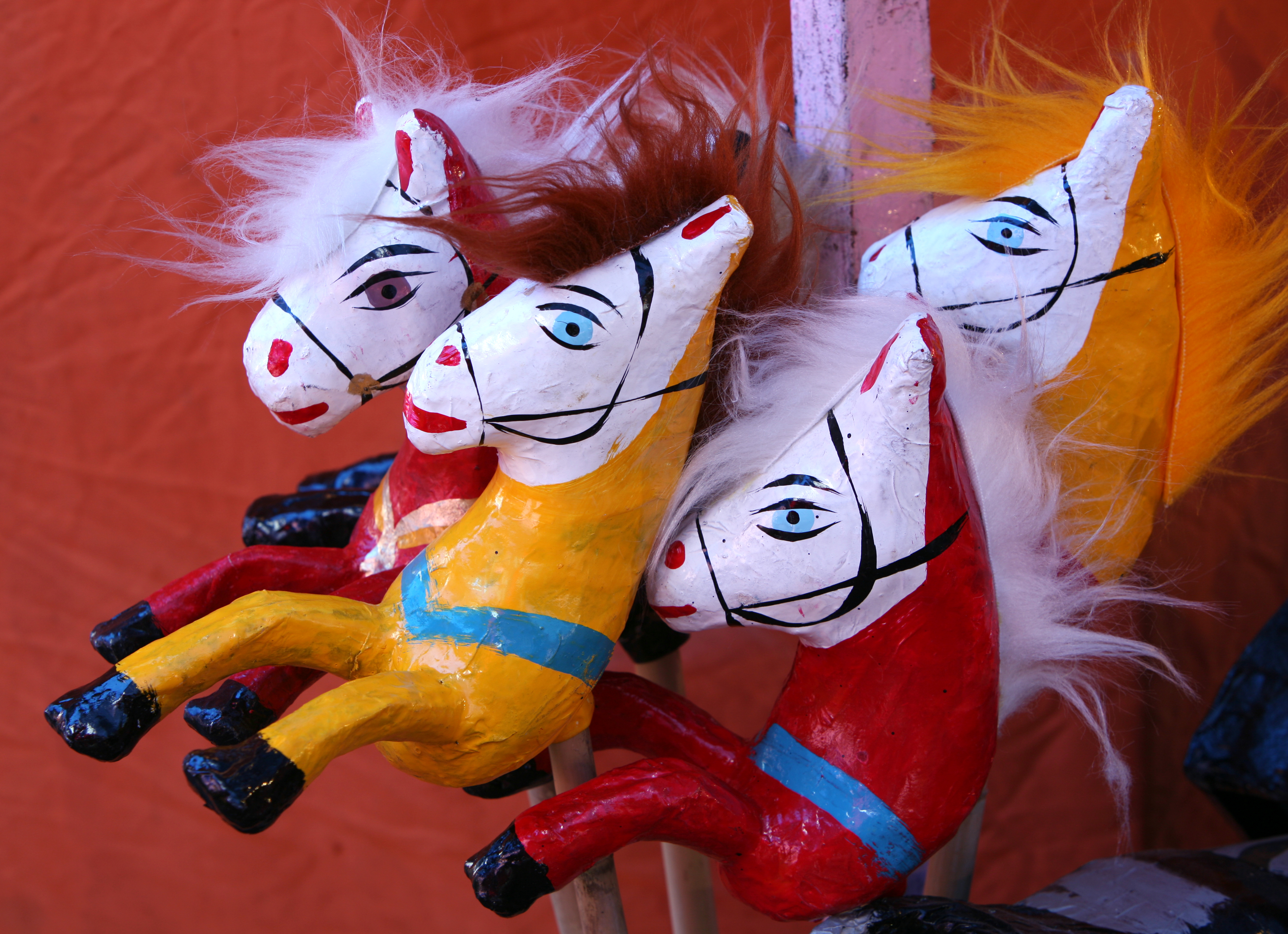
Cartonería / chevaux en papier mâché.

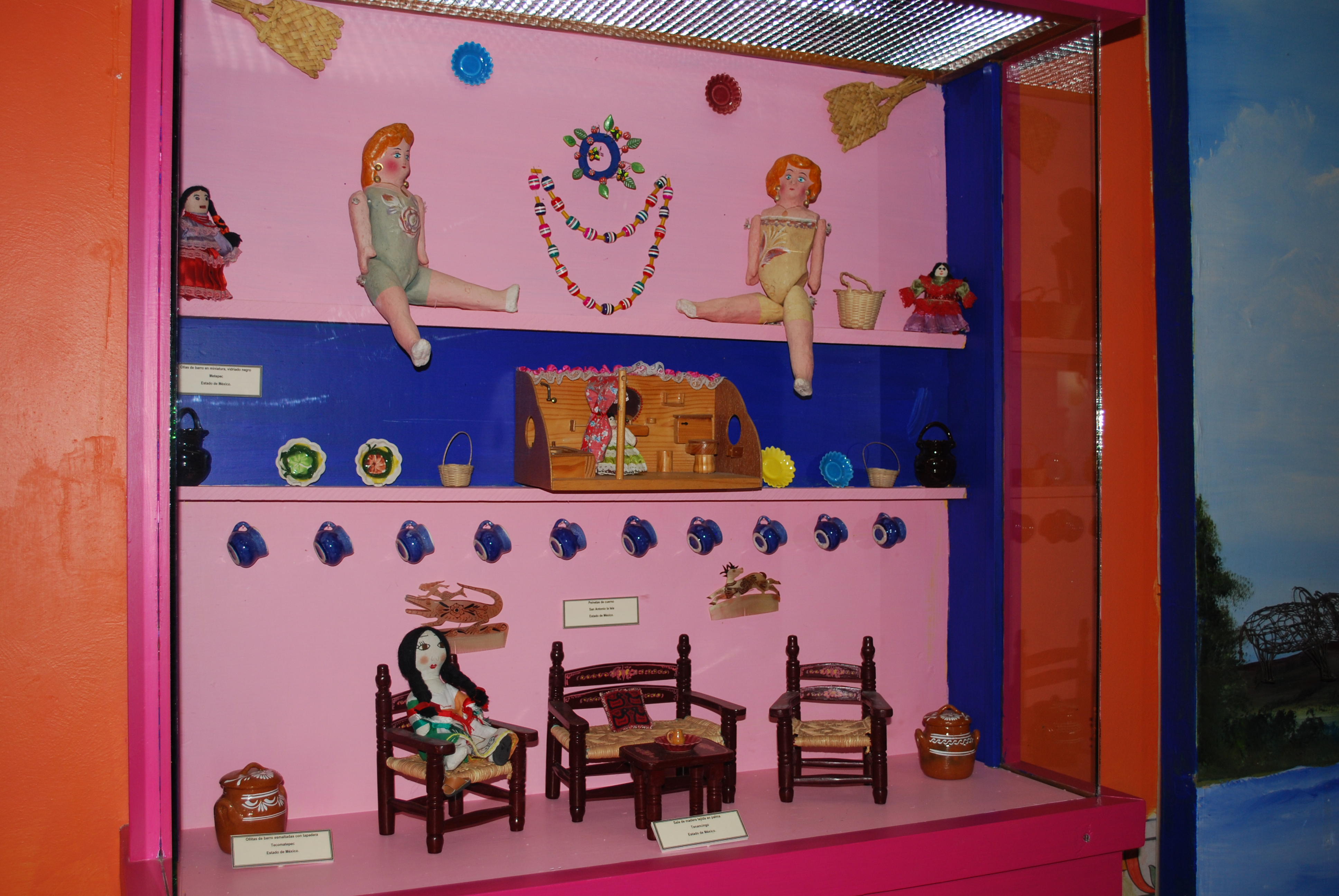
Poupées et miniatures exposées au Museo de Culturas Populares au Centro Cultural Mexiquense à Toluca

Peu de pays dans le monde ont une aussi grande sélection de jouets traditionnels. Ils sont fabriqués à partir de nombreux types de matériaux, y compris le bois, le tissu, l’étain, le papier mâché, le carton, la porcelaine, l’argile, les feuilles de palmier, les cosses de maïs, la paille, les graines, la ferraille, le verre, , etc.. Cela est particulièrement vrai dans le cas des miniatures,. Les jouets ont tendance à avoir des dessins simples de couleurs vives. Le Mexique a la particularité de posséder une grande variété de jouets en argile, notamment à Oaxaca. Les jouets fabriqués avec un papier mâché très dur appelé cartonería ont une longue histoire au Mexique. Ceux-ci incluent des poupées, des figurines de chevaux, des piñatas, des épées et des masques. La plupart sont fabriqués à Silao et Celaya dans l'état de Guanajuato. À Mexico, ils sont également fabriqués, avec des articles tels que des tirelires et des figurines d'oiseaux. Ces jouets sont généralement fabriqués en pressant le papier traité sur des moules.
Les jouets les plus communs comprennent la toupie en bois, le yo-yo, le bilboquet, les marionnettes, des chevaux bâton, des billes, des sifflets, des trains de bois et d' étain, des pions en noyaux d'abricots, des poupées de chiffon, des frondes, des mobiles, des bus, des maisons de poupées, des cuisines de poupées et des devantures de magasins de poupées, des ensembles de jouets pour imiter des scènes sociales et même des miniatures élaborées telles que des carrousels et des grandes roues,. Les jeux de société traditionnels incluent le jeu de l'oie et le jeu de Lotería (en) encore largement joué. Ce dernier est remarquable parce que les tableaux présentent à la fois des images innocentes et perverses telles que des diables, des ivrognes, des scorpions, des cœurs et des fleurs,.
Une catégorie importante de jouets est celle des poupées. Elles sont fabriquées à partir de divers matériaux et certaines sont devenus emblématiques. Oaxaca est célèbre pour ses chiens en chiffon, vêtus de vêtements indigènes locaux. À Mexico, des poupées appelées « Marías » sont également fabriquées en tissu et habillées de manière à imiter les femmes autochtones. Celles-ci portent souvent des bébés et sont également ornés de rubans et de franges ou de dentelles. Les poupées María sont bien connues des touristes mexicains, même s'ils ne savent pas comment on les appelle. Elles sont en tissu et sont habillées de la même manière que les femmes Mazahua (en), un groupe autochtone de l’État de Mexico et du Michoacán. Elles sont souvent vendues dans la rue par des femmes qui les fabriquent. Le rembourrage est un matériau appelé guata, qui est conçu à cet effet. Culturellement, elles sont importantes car elles présentent une image mexicaine traditionnelle, contrairement aux poupées fabriquées dans le commerce. Moins connues sont les poupées de Cartonería, ou Lupita, qui sont en papier mâché très dur. Elles sont créées à l'origine pour imiter des poupées de porcelaine chères d'Europe,. Une autre « poupée » de style européen est la marionnette. Les marionnettes traditionnelles sont fabriquées à Puebla avec un tissu de couleur vive pour le corps et les appendices, mais les mains, les pieds et la tête sont en céramique. De manière générale, elles représentent des sorcières, des toreros, des diables, des chevaux et des clowns, ainsi que des personnages célèbres tels que Don Juan Tenorio et sa promise Doña Inés. Les marionnettes sont les vedettes de spectacles, souvent présentés par des individus ou des groupes itinérants lors de foires et de fêtes locales et les théâtres de marionnettes miniatures à la maison deviennent populaires au XIXe siècle et le restent jusqu'au milieu du XXe siècle. Ils sont également utilisés pour enseigner la doctrine catholique aux enfants. Au début du XXe siècle, ces marionnettes comprennent également des personnages plus modernes et internationaux tels que Popeye, Charlie Chaplin, Cantinflas et des soldats. Les cosses de maïs sont utilisées de diverses manières, notamment pour la fabrication d'objets artisanaux tels que des jouets, dont beaucoup de petites poupées. Les enveloppes sont enroulées autour d'herbes en boule, d'un épi de maïs ou de bambou. Après l'assemblage, les pièces sont peintes de couleurs vives avec des colorants à l'aniline.
Lorsque Barbie est introduite au Mexique, elle remplace rapidement les poupées traditionnelles, telles que les poupées Lupita ou celles en cartonería. Cependant, il existe divers artisans qui fabriquent toujours des poupées à partir de divers matériaux, faites à la main, mettant souvent à jour les dessins. Blanca Molina crée chaque année une cinquantaine de types de poupées et en fabrique environ 200, généralement vendus dans des magasins spécialisés. Ana Karen Allende (en) est une fabricante de poupées à Mexico. Ses œuvres incluent des formes traditionnelles, mais ses articles les plus populaires incluent des lutteurs de lucha libre, masculins et féminins, ainsi que des aluxes, des chaneques (en), des calacas (en) et des gardiens mayas. Chaque création est unique, il n'y a pas deux personnages identiques,. Le projet Miss Lupita, dirigé par Carolina Esparragoza, reçoit un financement du gouvernement pour organiser des ateliers et d’autres manifestations dans le but de faire revivre la tradition de confection des poupées à Mexico, avec de nouvelles conceptions. Les jouets traditionnels les plus couramment fabriqués sont les miniatures, généralement des reproductions de personnages, de créatures et d’objets du monde réel, vendus comme objets de collection,, comme des arcs et des flèches, des ustensiles de cuisine d'autres outils. Ils sont fabriqués dans une grande variété de matériaux, y compris l'argile, le bois et le métal. Ils peuvent être vendus individuellement ou par lots, généralement pour représenter des scènes sociales telles que des mariages, des corridas, des batailles, des baptêmes, etc.. Angel Carranza, né à Tlaquepaque en 1901, est un important créateur de miniatures dont le travail est principalement réalisé en verre. Celles-ci incluent des décors qui reproduisent des mariages, des baptêmes, des scènes de marché, des corridas, des charreadas ainsi que des scènes de la Nativité. Les jouets mexicains sont également souvent riches en informations ethnographiques. Les scènes de marché miniatures, similaires à celles de la famille Aguilar à Ocotlán, dans l'état de Oaxaca, et les groupes de céramistes de Michoacán et de Guerrero sont souvent des modèles d’équivalents réels, ce qui en fait des outils inestimables pour mieux comprendre la culture mexicaine. Les miniatures de spécialité comprennent les instruments de musique d’Ixmiquilpan, les miniatures en verre de Toluca et de Guadalajara, les miniatures tissées à partir de feuilles de palmier de Chigmecatitlán (en) et celles taillées dans des noyaux de pêche ou d'autres fruits, en forme d’animaux. Un certain nombre de jouets est associé à certains festivals, il en reste quelques-uns aujourd'hui. Ceux qui ne sont plus couramment fabriqués à cette fin comprennent les masques en carton pour le carnaval et un petit mulet en feuilles de palmier pour le Corpus Christi. Ceux-ci sont vendus à l'extérieur des églises ce jour-là, avec des paniers contenant des fruits et des légumes miniatures,. Parmi ceux qui peuvent encore être trouvés (bien que beaucoup aient été remplacés par des versions en plastique) on trouve des crécelles, des sifflets et des périscopes en carton pour la Semaine Sainte. Les cors du jour de l’indépendance sont autrefois faites de cartoneria, décorées aux couleurs nationales avec une embouchure en bois, mais ils sont, de nos jours, pour la plupart, en plastique. Il en reste deux: la figure de Judas pour le samedi saint et les piñatas, utilisées à l'origine pour célébrer les posadas, mais qui sont maintenant également utilisées pour les anniversaires et autres occasions spéciales. Les deux sont remplis de bonbons pour les enfants, à saisir quand elles sont cassées. Cependant, la figure de Judas (souvent sous la forme d'un diable ou d'une personnalité impopulaire) est détruite par des feux d'artifice fixés sur son corps. La piñata est cassée par des enfants aux yeux bandés qui la frappent à tour de rôle avec un bâton.
Un certain nombre d'emplacements au Mexique sont connus pour leurs jouets fabriqués à la main. Atzompa produit des animaux jouets tels que des coyotes, des singes, des cerfs, des taureaux, des cochons, etc., dont beaucoup sont représentés en train de jouer des instruments de musique tels que clarinettes, cors et tambours. Juchitan crée de petites poupées avec des éléments décoratifs de style primitif bleu et blanc. Tehuantepec continue de fabriquer des poupées pré-hispaniques tangu-yu. Dans les principaux centres céramiques de Jalisco, Tlaquepaque et Tonalá, de nombreux jouets se distinguent par leurs caractéristiques réalistes, notamment des miniatures de charros à cheval, de mariachis et de personnages célèbres. Ils sont également connus pour créer des décors illustrant des scènes telles que des mariages, des corridas et des baptêmes. Les animaux populaires comprennent les tatous, les oiseaux, les chats et les tirelires. Dans le Michoacán, les animaux et autres personnages présentent souvent des traits grotesques et comprennent des monstres et des démons aux couleurs vives. Yalita, dans l'état de Guerrero fabrique des animaux, tels que des canards, des lions, des chèvres et des chiens, dotés de caractéristiques à la fois réalistes et fantastiques. Ceux-ci sont souvent décorées de motifs floraux et de feuilles, voire d'images d'autres animaux.
Des artisans de Metepec, dans l’État de Mexico, fabriquent des miniatures en argile noire vernissée, la plupart décorées de motifs peints en or et en rouge. Acatlán, dans l'état de Puebla fabrique des ustensiles de cuisine mexicains antiques, miniatures, en céramique. À Oaxaca, les jouets en bois traditionnels sont coupés grossièrement, ou sculptés et peints. Arrosula fait une figure avec un chapeau de charro appelé « gallero » (manieur de coq) avec des bras mobiles. Elle est généralement accompagnée de répliques de coqs dont les queues sont en ixtle. Salitla, dans l'état de Guerrero fabrique des jouets en bois, principalement des animaux, peints en rouge-vin ou en magenta, qui comprennent des lapins, des oiseaux, des fleurs, des fruits et des feuilles. Ixtapan de la Sal et Tonatico, dans l’État de Mexico, fabriquent des animaux à partir d’un bois local blanc. Les jouets en bois sont particulièrement populaires à Michoacán. À Paracho, ils fabriquent des toupies, des bilboquets, des yo-yos et des dreidels. La plupart sont fabriqués à partir de bois appelé tzirimu, le même bois que celui utilisé traditionnellement pour fabriquer des canoës et des filets de pêche dans la région du lac de Pátzcuaro. Tizatlán, dans la ville de Tlaxcala fabrique un Mikado dans du bois de cognassier.
Dans l’État de Morelos, des bâtiments miniatures sont construits, notamment dans les régions de Cuernavaca et Tepoztlán. Ceux-ci incluent des maisons, des châteaux, des églises et des cabanes, utilisant des matériaux de rebut tels que des restes de bois, des épines et d’autres matériaux végétaux. Aguascalientes fabrique des scènes de boxeurs ou de combattants en métal dont les mouvements simulent un combat. San Miguel de Allende fabrique des figurines de soldat et de musicien à partir de tôle peinte de couleurs vives. À Mexico et à Oaxaca, une grande variété de figurines animales et autres sont fabriquées en tôle, notamment des coqs, des chevaux et des papillons peints à l'émail. Santa Clara del Cobre fabrique des pots, des casseroles et des plats miniatures en cuivre. Des soldats miniatures en plomb et d'autres personnages sont fabriqués à Puebla, Celaya, Guadalajara et Mexico. Guadalajara fabrique des jouets en verre tels que des sets de vaisselle, des pièces de poupée et des figurines d'animaux. Le verre peut être coloré ou clair. Alfayucan, Puebla et la vallée du Mezquital (en) à Hidalgo tissent des figurines à partir de feuilles de palmier, de roseaux, de bâtons minces et de pailles pour fabriquer des objets tels que des petits oiseaux, des paniers et des berceaux. Des pots en argile en forme de cochons et d'autres animaux et sont fabriqués dans des endroits tels que Tlaquepaque et Santa Cruz de las Huertas, Jalisco, dont certains des meilleurs produits sont fabriqués par Julio Acero de cette dernière ville. Des artisans de San Cristóbal de las Casas et de Berriozábal fabriquent des jouets traditionnels.

## Marché

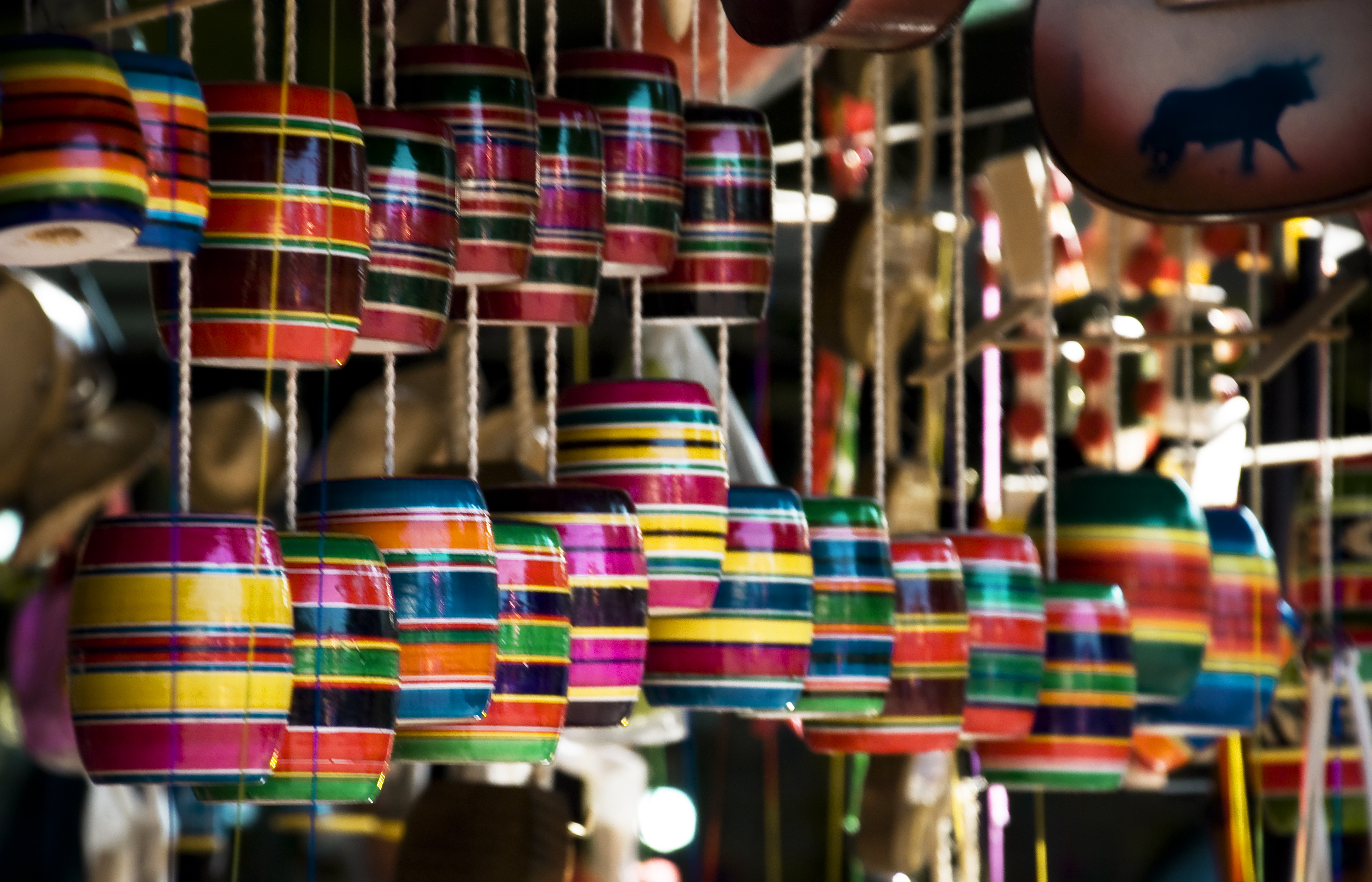
Jeux de bilboquets suspendus à un stand dans un marché

Bien que le marché mexicain des jouets soit solide, en particulier pour offrir des cadeaux aux enfants le jour des Rois mages (au lieu de Noël), ce marché n'inclut généralement pas les jouets traditionnels faits à la main. La plupart des jouets vendus au Mexique aujourd'hui sont fabriqués en usine, sont en plastique et importés de pays comme la Chine,. Le Mexique est le troisième producteur mondial de jouets, après la Chine et l'Espagne, mais la plupart d'entre eux sont également fabriqués commercialement. Cependant, ce secteur manufacturier est en diminution. Sur les 300 entreprises enregistrées en 1986, il n'en reste plus que quatre-vingts en 2005. Ces quatre-vingts entreprises ne représentent qu’environ 40% du marché intérieur. Cependant, environ quarante pour cent des jouets vendus au Mexique proviennent du marché informel et non réglementé, y compris ceux qui produisent des jouets contrefaits. Cependant, la plupart de ces jouets proviennent de Chine. Il existe deux raisons principales pour lesquelles les jouets traditionnels fabriqués à la main ont perdu presque toute leur part de marché au profit des jouets commerciaux. Premièrement, ils ne sont pas promus par les grandes entreprises par le biais de médias tels que la télévision,. De nombreux enfants mexicains peuvent ne pas être familiers avec eux à cause de cela. Un autre problème est que beaucoup de ces jouets sont plus chers que ceux en plastique fabriqués en série.
Le marché de ces jouets est maintenant principalement destiné aux touristes et aux collectionneurs. Les jouets se retrouvent désormais généralement sur les marchés et lors d'événements, en particulier dans les points de vente d'artisanat,. Les fabricants de jouets traditionnels recherchent de nouvelles niches de marché, par exemple en créant davantage de pièces décoratives pour l'exportation et pour des vacances comme Halloween. Les jouets mexicains, en particulier ceux en bois, ont trouvé un marché en Europe même s’ils sont remplacés au Mexique par des produits fabriqués en Chine. Certains ont du succès dans la modélisation de jouets d'après des personnalités de la lucha libre, les fabricants de jouets internationaux n'étant généralement pas intéressés par ceux d'Amérique latine. Des efforts similaires ont été tentés avec des footballeurs mexicains et des artistes tels que Gloria Trevi, mais sans succès.